# Det aarhusianske forlag Herman & Frudit
Det aarhusianske forlag Herman & Frudit er et mindre forlag, der ligger i Aarhus. Forlaget blev grundlagt i 2017 af Lonni Birch og Thomas Pedersen. Dets første udgivelse var Simon Grotrians digtsamling "Mit nøgne hjerte".

## Forfattere
Forlaget fokuserer udelukkende på poesi, lyrik, digte, etc. Siden 2018 har forlaget udgivet forfattere som Peter Laugesen, Simon Grotrian, Charlotte Strandgaard, Juliane Preisler, Christoffer Thunbo Pedersen, Eske K. Mathiesen, Janus Kodal, Morten Søndergaard, Madame Nielsen, Suzanne Brøgger, Peter Nielsen, Annemette Kure Andersen, Knud Sørensen, Ursula Andkjær Olsen, Liv Ea, Per Aage Brandt, Anna Malan Jógvansdóttir, Søren R. Fauth, Josefine Olsen, Christoffer W Bjerregaard, Aske Tolsgaard, Susanne Jorn, Sebastian Bune og Sofie Hermansen Eriksdatter.
Alle forlagets bøger er signerede af forfatteren i første oplag.